# Iulie 1994
Acest articol este generat integral pe baza informațiilor din articolul 1994 și este actualizat periodic de un robot.
 Editările făcute în articol vor fi șterse la următoarea actualizare! Dacă doriți să faceți modificări, editați articolul-sursă.

ianuarie -
februarie -
martie -
aprilie -
mai -
iunie -
iulie -
august -
septembrie -
octombrie -
noiembrie -
decembrie
Iulie 1994 a fost a șaptea lună a anului și a început într-o zi de vineri.

## Evenimente
- 15-21 iulie: Planeta Jupiter este lovită de 21 de fragmente mari din cometa Shoemaker-Levy 9, într-un interval de 6 zile.
- 17 iulie: Naționala Braziliei învinge naționala Italiei la fotbal, cu scorul de 3-2 și câștigă FIFA '94.
- 21 iulie: Parlamentul Republicii Moldova adoptă prin vot (81 pentru, 19 împotrivă) articolul 13 din Constituție, conform căruia limba oficială a țării este limba moldovenească.[1]
- 22 iulie: Guvernul Văcăroiu prezintă programul de privatizare în masă prin care acordă fiecărui cetățean cupoane în valoare de un milion de lei, adică circa 500 de dolari. Este a doua etapă a privatizării după distribuirea cerificatelor de proprietate. Din 18 milioane de români care au primit cerificate și cupoane, 6 milioane mai au acțiuni și în prezent. Acțiunea este numită de presă „Cuponiada”.

## Nașteri
- 4 iulie: Era Istrefi, muziciană albaneză
- 15 iulie: Amalia Tătăran, scrimeră română
- 17 iulie: Benjamin Mendy, fotbalist francez de etnie senegaleză
- 17 iulie: Iulian Cristea, fotbalist român
- 17 iulie: Victor Lindelöf (Victor Jörgen Nilsson Lindelöf), fotbalist suedez
- 25 iulie: Luca Curatoli, scrimer italian
- 27 iulie: Patricia Maria Țig, jucătoare română de tenis
- 28 iulie: Mihai Voduț, fotbalist român (atacant)

## Decese
Constantin N. Arseni, 82 ani, medic neurochirurg român (n. 1912)
Dick Sargent (n. Richard Cox), 64 ani, actor american (n. 1930)
Kim Ir-sen, 82 ani, politician comunist nord coreean, președinte (1948-1994), (n. 1912)
Christian-Jaque, regizor francez (n. 1904)
Mihail Șerban, prozator român (n. 1911)
Paisie Aghioritul (n. Arsenios Eznepidis), 69 ani, călugăr grec, canonizat sfânt (n. 1924)
Paul Delvaux, 96 ani, pictor belgian (n. 1897)
Radu Enescu, 69 ani, jurnalist român (n. 1925)
Dorothy Crowfoot Hodgkin (Dorothy Mary Crowfoot Hodgkin), 84 ani, chimistă britanică, laureată al Premiului Nobel (1964), (n. 1910)